# فرهنگ آباشه‌وو
فرهنگ آباشه‌وو (به روسی: Абашевская культура) فرهنگی باستانی بوده مربوط به عصر برنز متاخر در پیرامون سده‌های ۱۷ و ۱۶ پیش از میلاد مسیح که در دره‌های ولگا و رود کاما در شمال پیچش رود سامارا و جنوب کوه‌های اورال پیدا شده‌است. نام آباشه‌وو از روستایی به همین نام در چوواشیا وام گرفته شده‌است. آنچه از آباشه‌وو برجای مانده گورهای به شیوهٔ کورگان و اثرهایی از باشندگان آن است.
در این فرهنگ کشاورزی هم رواج داشته‌است. باشندگان دارای گله‌های گاو بوده‌اند. باشندگان از اسپ و گردونه نیز سود می‌بردند. اشیاء یافته‌شده در آباشه‌وو با آنچه در موکنای آغازین یافت شده‌است سنجش‌پذیراست.
شیوهٔ خاک‌سپاری آباشه‌وو پیرو فرهنگ گورچالی (یامنا) است. چیزهایی را که با پیکر مرده در گور نهاده‌اند اندک بوده و بیشتر یک یا دو گلدان را دربر می‌گیرد.
شواهدی از گدازش مس و نیز استخراج این فلز به دست باشندگان این فرهنگ از کوه‌های اورال در دست است.
آنان به زبانی از خانوادهٔ زبان‌های هندوایرانی سخن می‌گفته‌اند. ساکنان این فرهنگ همچنین ارتباطاتی با اورالی‌زبانان داشته‌اند و این ارتباط سبب ورود وام‌واژه‌های هندوایرانی به زبان‌های اورالی شده است.